# 台湾食品安全
台湾食品安全指與台灣食品加工、進口、消費等等有關的食物安全的議题，亦為當前中華民國申請加入世界衛生組織的主要工作項目之一。目前台灣政府以世界衛生組織的促進食品安全的指導原則來將GMP制度（良好作業規範）、HACCP（危害分析重要管制點）為主要食品安全的治理模式，並建立「食品安全管制系統」及餐飲業HACCP認證標章。現時，負責食品和藥品的管理監督機關是衛生福利部食品藥物管理署（簡稱食藥署）。2011至2015年發生的多宗食品安全事件（如塑化劑事件、大統黑心油事件），引起台灣當地以至其他地區的廣泛關注，紛紛要求當局加強監管。
台灣的食品安全事件相關醜聞，對國人的信心打擊很大，因為除了污染與中毒問題之外，還有人為蓄意的違法使用添加物、標示不實與仿冒造假的問題；前類是食品製造環境和技術之品質不良所致，後者則是專業知識與技術的誤用和濫用。也加深了台灣民眾及民間組織如消費者基金會對馬英九政府的信任感危機，消費者保護協會為消費者提起團體訴訟；消基會律師徐則鈺認為政府執法魄力不足且輕罰黑心商。。2013年勞工「秋鬥」大遊行的內容之一亦為食品安全。政府在這些問題當中應該擔任的監督者的角色過分被動，當食安問題一一爆出才去做各種檢驗和追查，只消極要求不要出現危害國民健康的食品而已，食品成分與名稱缺乏標準與規範等政策問題。

## 法制及機構
从20世纪70年代起，台湾已经开始重视食品加工，如1975年立法院通過实施《食品卫生管理法》。同时台湾也領先全球首先实施加工食品溯源制度，对食品生产加工销售中的每个环节都进行登记。中华民国行政院衛生福利部食品藥物管理署设立了“加工食品追溯网”，使消费者可以依照产品包装上的追溯码来获得产品生产加工方面的相关信息 。
食品的認證與標章制度是一個多重標章及多元認證的消費環境，最早有中華民國實驗室認證體系CNLA、行政院環保署環境檢驗實驗室認證體系及經濟部成立的中華民國認證委員會CNAB等。在台灣成為世貿會員後，CNLA及CNAB於2003年合併成財團法人全國認證基金會TAF。中華民國於2008年以HACCP原則建立「食品安全管制系統」，並推行餐飲業HACCP認證標章。2015年受歐盟潔淨飲食風潮、過多食品添加物的濫用及標示不實的食品詐欺影響，A.A.無添加協會在台灣成立並開始推行無添加星等認證制度。
台灣政府以世界衛生組織的促進食品安全的指導原則將GMP制度（良好作業規範）、HACCP（危害分析重要管制點）納入政府規範，並在原有公共衛生系統的基礎上，於2010年成立「行政院衛生署食品藥物管理局」（即後來的「衛生福利部食品藥物管理署」）。
食品安全相關議題亦是台灣申請加入世界衛生組織的主要工作項目之一。

## 食品安全事件影响

### 政治信任感
2011年至2015年發生的食品安全事件，使台灣食品安全的良好名聲受到傷害，加深了台灣民眾及民間組織如消費者基金會對馬英九政府的信任感危機。
对违规业者所处罚的力度过低，以及多方管理的问题，使得台湾食品安全管理体系无法完全有效避免食品安全事故。消費者文教基金會主張修法加重相關罰則外，質疑官員心態偏向大廠、集團，警告若「保護財團優先，將是活在專制制度下，而非民主制度裡的人」。
食品安全事件挑戰台灣民眾對食品標章及認證系統的信心，國會立法院檢討標章制度及是否過度相信業者自主管理。2013年10月時立委許忠信主張台灣食安問題是「兩岸經貿交流後遺症」之一，過去是台灣拒絕大陸的毒奶粉，現在大陸拒絕台灣食用油進口，顯示台灣在食品安全退步的諷刺。大統黑心油事件中，衛生局調查發現，低成本油幾乎都以棉籽油為主，並查扣到向中國進口棉籽油的進貨、報關單據。

### 消費者保護
衛福部宣布將設立「食品安全保護基金」以助提告消費者對企業提出訴訟，保障消費者私法權益；消基會則主張求償基金應名為「消費者保護基金」以涵括如標示不實的行為以保障消費者權益。A.A.無添加協會則以推行無添加星等認證制度，鼓勵餐飲食品業者自行對餐點品質做出承諾，另以多場活動提供大眾辨別添加物產品的方式以求自保。

### 食品出口
“塑化剂”、“毒淀粉”等食品安全事件发生之后，台湾食品在周边国家地区的形象遭受重创。新加坡、印尼、马来西亚、美国等海外市场要求进口商回收自台湾进口的各种相关产品。2013年大统黑心油事件中，台湾大统公司食用油有超过40吨出口至福建、香港等两岸三地。大陆经销商在食用油事件中蒙受了库存压力和经济、名誉损失，向大统长基食品公司索赔526万元新台币。

### 饮食业
由于小吃业者大量使用含毒制品制作食物，“毒淀粉”事件爆发後，大量淀粉类小吃的业者受到影响。许多著名小吃形象遭到破坏，不少店铺需要关门停业。消费者对小吃店信心下跌，许多商店贴出检验合格证书，但仍然难以挽回客流量，生意大受影响。连没有使用毒淀粉的店家也受波及。
此外，毒淀粉事件发生後，台湾肉丸业者受到波及，生意大受影响。黑心油事件发生後，包括炸粿、肉丸、盐酥鸡、臭豆腐、鸡排等业者都受到影响。

### 旅游业
由于中华民国长期以台湾美食作为吸引外国旅客来台旅游的招牌，频发的食品安全事故已经影响了台湾旅游业的发展 。食品安全事件频发使得大量亚洲游客放弃赴台旅游的计划。台湾交通部觀光局承认食品安全事件对台湾旅游造成了负面影响 。据估计有30万新加坡、马来西亚、香港、澳门等地区的游客因为2013年5月至6月台湾的食品安全事件而取消了到台湾旅游的行程。

## 台灣食品安全事件

### 著名事件
2011年後，台湾再次爆出一系列的重大食品安全問題事件。连续数年的大量食品安全事件与“黑心食品”的出现使得台湾社会乃至有关国家地区都产生了担忧。台湾民众对岛内生产的食品安全也感到担忧，形成一系列后续影响 。包括台湾的旅游业等相关行业也受到波及。新加坡政府也要求台灣在出口食品至新加坡時需出具相關證明。
以下是較為知名的事件：
黑心油事件
2013年，大統黑心油事件中，衛生局調查發現，低成本油幾乎都以棉籽油為主，並查扣到向中國進口棉籽油的進貨、報關單據。
2014年，地溝油（餿水油）事件中，強冠油品主要將榨過的廢食用油、回鍋油，以33％劣質油加67％豬油（一比二）比例，出廠「全統香豬油」成品，全台知名大廠奇美食品、盛香珍、美食達人（八十五度Ｃ）、味王、味全、黑橋牌等均受到波及。
毒澱粉事件
2013年，毒澱粉事件爆發後，波及珍珠奶茶、肉圓、蚵仔煎、粉圓、黑輪等小吃，大量澱粉類小吃的業者受到影響。許多著名小吃形象遭到破壞，不少店鋪需要關門停業，各地夜市出現小吃乏人問津的窘狀。
塑化劑事件
2011年發生了台湾塑化劑事件。市面上部分食品遭檢出含有塑化劑，進而被發現部分上游原料供應商在常見的合法食品添加物「起雲劑」中，使用廉價的工業用塑化劑（非食用添加物）撙節成本。塑化剂事件所涉及的食品种类之多，范围之广均为数十年来罕见，对台湾社会乃至周边国家地区产生了重大影响。

## 外部連結
- 衛生福利部食品藥物管理署食品資訊入口網（页面存档备份，存于）（繁體中文）
- 衛生福利部食品藥物管理署（页面存档备份，存于） - 衛生福利部食品藥物管理署（繁體中文）
- 食品追溯追蹤管理資訊系統（页面存档备份，存于） - 經濟部工業局、農委會與衛生福利部（繁體中文）
- 台灣農夫市集地圖（页面存档备份，存于）（繁體中文）
- 行政院農業委員會產銷履歷農產品資訊網（页面存档备份，存于）